# Souvenir (Orchestral Manoeuvres in the Dark)
Souvenir è un singolo del gruppo new wave britannico Orchestral Manoeuvres in the Dark, pubblicato nel 1981, È il primo brano ad essere estratto dall'album Architecture & Morality prima della sua pubblicazione alcuni mesi dopo. La canzone è stata scritta da due membri del gruppo, Paul Humphreys e Martin Cooper e a differenza dei singoli precedenti la voce principale è quella di Humphreys e non di Andy McCluskey.
Il singolo raggiunse la posizione no.3 nelle classifiche britanniche, la posizione più alta mai raggiunto da un loro singolo, insieme a Sailing On The Seven Seas nel 1991 .

## Versioni e lato B
La versione del singolo è la stessa che verrà inclusa nell'album Architecture and Morality e la versione presente su tutte le compilation del gruppo. La versione "Extended", con un arrangiamento leggermente diverso una strofa in più, è apparso sul formato 10". È incluso anche nell'edizione rimasterizzata di Architecture and Morality, uscita nel 2003.
Sia il singolo 7" che quello 10" riportano gli stessi due brani inediti Motion & Heart (Amazon version) e Sacred Heart. Il primo brano era già apparso dull'album Organisation ma poi ri-registrato negli Amazon Studios di Liverpool, come possibile singolo dopo il successo di Enola Gay. 
Nel 1998, in concomitanza all'uscita di una nuova raccolta del gruppo "The OMD Singles", è uscito un EP "The OMD Remixes" con una versione del brano rimixato dal musicista statunitense Moby.  Lo stesso Ep riporta anche versioni remix dei precedenti singoli Electricity e Enola Gay.

## Tracce
- 7"

1. Souvenir – 3:37 (Humphreys/Cooper)
2. Motion & Heart (Amazon version) – 3:07 (Humphreys/McCluskey)
3. Sacred Heart – 3:27 (Humphreys/McCluskey)

- 10"

1. Extended Souvenir – 4:17 (Humphreys/Cooper)
2. Motion & Heart (Amazon version) – 3:07 (Humphreys/McCluskey)
3. Sacred Heart – 3:27 (Humphreys/McCluskey)

## Classifiche

### Classifiche settimanali
| Classifica (1981) | Posizione massima |
| ----------------- | ----------------- |
| Australia         | 57                |
| Belgio (Fiandre)  | 16                |
| Francia           | 8                 |
| Germania          | 39                |
| Irlanda           | 9                 |
| Italia            | 28                |
| Paesi Bassi       | 38                |
| Regno Unito       | 3                 |
| Spagna            | 1                 |

### Classifiche di fine anno
| Classifica (1981) | Posizione |
| ----------------- | --------- |
| Regno Unito       | 28        |